# Carl Reiner
Carlton "Carl" Reiner (The Bronx, New York, 20 maart 1922 - Beverly Hills, 29 juni 2020) was een Amerikaans acteur, regisseur, producent, scenarioschrijver en komiek. Tijdens zijn carrière won hij twaalf Emmy Awards. Begonnen als musicalacteur was hij actief in de film- en televisiewereld.

## Biografie

### Vroege jaren
Reiner werd geboren in The Bronx, New York, als de zoon van Bessie Reiner-Mathias en Irving Reiner, een horlogemaker. Zijn ouders waren Joodse immigranten uit Roemenië en Hongarije. Toen hij 16 jaar was las zijn oudere broer Charlie in de New York Daily News over een gratis dramaworkshop die werd gehouden bij de Works Progress Administration, en lichtte hem hierover in. Op dat moment was hij werkzaam als reparateur van naaimachines. Hij zegt dat zijn broer ervoor zorgde dat zijn carrière uiteindelijk een andere wending nam. Reiner heeft les gehad aan de Edmund A. Walsh School of Foreign Service, een faculteit van de Universiteit van Georgetown, en diende in het Amerikaanse leger tijdens de Tweede Wereldoorlog.

### Carrière
Reiner speelde in een aantal musicals op Broadway, waaronder Inside U.S.A. en Alive and Kicking, en had de hoofdrol in Call Me Mister. In 1950 werd hij door producent Max Leibman gecast voor Your Show of Shows van Sid Caesar, waarbij hij zowel werkzaam was als acteur als tekstschrijver, naast onder anderen Mel Brooks en Neil Simon. Ook werkte hij aan Caesar's Hour met Brooks, Simon, Larry Gelbart en Woody Allen.
In 1959 ontwikkelde Reiner een televisieprogramma, "Head of the Family", dat hij had gebaseerd op de opgedane ervaring met de Caesar-shows. De televisiemaatschappij wilde hem echter niet in de hoofdrol hebben. In 1961 werd het concept een succes met andere spelers en onder een andere naam: The Dick Van Dyke Show. In 1966 was hij te zien in de film The Russians Are Coming, the Russians Are Coming van regisseur Norman Jewison.
In 1989 regisseerde hij Bert Rigby, You're a Fool. In 2000 kreeg hij de "Mark Twain Prize for American Humor". Een jaar later speelde hij de misdadiger Saul Bloom in Ocean's Eleven van Steven Soderbergh en vertolkte hij deze rol opnieuw in de vervolgen Ocean's Twelve (2004), Ocean's Thirteen (2007) en Ocean's 8 (2018).

### Privéleven
Op 24 december 1943 trouwde Reiner met de acht jaar oudere zangeres Estelle Lebost (1914-2008). Estelle is waarschijnlijk het meest bekend van haar zin "I'll have what she's having" in een scène uit de film When Harry Met Sally (1989), die werd geregisseerd door hun zoon Rob.
Reiner is de vader van acteur, regisseur en producent Rob Reiner (1947), dichter, toneelschrijver en auteur Annie Reiner (1949) en schilder, acteur en regisseur Lucas Reiner (1960).
Reiner overleed op 98-jarige leeftijd in zijn huis in Beverly Hills in bijzijn van zijn naaste familie.

## Filmografie
Het betreft hier slechts een kleine selectie

### Als acteur
- 1961 - The Dick Van Dyke Show - Alan Brady (1961-1966)
- 1966 - The Russians Are Coming, the Russians Are Coming - Walt Whittaker
- 1972 - The Carol Burnett Show - Zichzelf (1972-1974)
- 1978 - The End - Dr. James Maneet
- 2001 - Ocean's Eleven - Saul Bloom
- 2004 - Ocean's Twelve - Saul Bloom
- 2007 - Ocean's Thirteen - Saul Bloom
- 2009 - House M.D. - Eugene Schwartz (aflevering Both Sides Now) (kleine rol)
- 2018 - Ocean's 8 - Saul Bloom

### Als regisseur
- 1979 - The Jerk
- 1982 - Dead Men Don't Wear Plaid
- 1983 - The Man with Two Brains
- 1989 - Bert Rigby, You're a Fool
- 1997 - That Old Feeling